# Shaark (hudební skupina)
Shaark je moravská thrashmetalová kapela, která existuje od roku 1991.

## Historie
Skupina vznikla v roce 1991 v jihomoravském městě Bzenec a první koncert odehrála na Monster Festivalu v Klatovech. Po třech demokazetách vydala v roce 1995 pětice Petr (zpěv), Trachta (kytara), Zdenál (bicí), Alex (kytara) a Bája (baskytara) oficiální debut Sinn Fein, na jehož podporu vznikl videoklip Cannibal Rock. Na podzim 1996 natočil Shaark pro desku 10 Years After ... A Tribute To Cliff Burton coververzi skladby Whiplash z repertoáru americké thrashmetalové skupiny Metallica. V následujícím roce vyšlo druhé studiové album Propaganda.
V roce 2000 nastoupil do kapely druhý zpěvák Peroon a až do roku 2005 Shaark vystupoval v šestičlenné sestavě se dvěma zpěváky na pódiu. První deskou, na které se Peroon podílel, byla Suicidal Society, k níž vznikl videoklip The Black Garb. V létě 2001 nahradil zraněného Trachtu kytarista RAD ze skupiny Hypnos a v závěru téhož roku bylo natočeno šestiskladbové promo CD. V červnu 2004 vystoupil Shaark v Praze jako předkapela americké thrashmetalové formace Exodus.
Další deska Again With Hatred vznikla v roce 2005 a podíleli se na ní i bývalí členové RAD, jehož v sestavě nahradil kytarista Miguel, a zpěvák Petr, který ze skupiny odešel kvůli pracovnímu vytížení ve studiu Shaark, jež spoluvlastní. Album vyšlo v roce 2006. Turné na jeho podporu se kvůli vytížení ve skupině Master nezúčastnili kytarista Alex a bubeník Zdenál, které zastoupili RAD a Skull z kapely Bad Face. V listopadu 2006 Shaark v Brně opět předskakoval americké formaci Exodus.
Koncem roku 2019 opustili Alex a Zdenál Master a spolu s Peroonem a Bajou připravili po 15 letech nové album s názvem Deathonation, které vyšlo v listopadu 2020 pod hlavičkou Slovak Metal Army. Album úspěšně bodovalo,v časopise Spark se dostalo na 5. místo a skoro celý rok vydrželo v TOP 50 bodování časopisu.
Kapela se pomalu vracela nakoncertní pódia a v prosinci 2023 plánovala vydat šestou řadovku.
Shaark podepsali smlouvu na novou desku s firmou Smile Music Records. Ta vydala nejprve na vinylu (prvním v historii kapely) v prosinci 2022 Deathonation. 
Do kapely se vrátil kytarista Miguel a v únoru 2024 vyšel  prozatím poslední počin, Hybrid War ve formátech CD, LP a MC. Opět byl podpořen videoklipem na skladbu Love Your Tyrant.

## Sestava

### Současné složení
- Ctibor Palík (alias Peroon 666) – zpěv
- Aleš Nejezchleba (alias Alex 93) – kytara
- Michal Růžička (alias Miguel) – kytara
- Radek Kutil (alias Baja) – baskytara
- Zdeněk Pradlovský (alias Zdenál) – bicí
- Johny Pleša – kytara ( koncertní sestava )
- Vojta Polášek – bicí ( koncertní sestava )

### Bývalí členové
- Petr Nejezchleba (alias Skrblík) – zpěv
- Martin Mikulec (alias Trachtulec) – kytara
- Radek Lebánek (alias RAD) – kytara
- Přemysl Máčel – kytara
- František Dvořan (alias Fredy) – bicí

### Studioví hosté
- Vlastimil Mahdal (alias Killy) – zpěv na Suicidal Society
- Jiří Sládek (alias Skuny) – zpěv na Suicidal Society
- Tom Šlápota (Dark Gambale) – klávesy na Suicidal Society
- Martin Chalupa (alias Slakh) – zpěv na Hybrid War

## Diskografie
- War Of Dollars (demo, 1991)
- A Trip To The Hell (demo, 1992)
- Demo Number Three (demo, 1993)
- Sinn Fein (CD, MC, 1995)
- Propaganda (CD, MC, 1997)
- Suicidal Society (CD, MC, 2000)
- Promo (demo, 2002)
- Again With Hatred (CD, 2006)
- Deathonation (CD, LP, 2020)
- Hybrid War (CD, LP, MC, 2024)

## Videoklipy
- Cannibal Rock
- The Black Garb
- Deathonation
- Love Your Tyrant